# SC Energija
Le SC Energija est un club de hockey sur glace d'Elektrėnai en Lituanie. Il évolue dans le Championnat de Lettonie, l'élite lettone et en D1 Lituanienne.

## Historique
Le club est créé en 1991.

## Palmarès
- Vainqueur de la D1 Lituanienne : 2013, 2012, 2009, 2008, 2007, 2006, 2005,  2004, 2003, 2001, 1999, 1998, 1997, 1996, 1995, 1994, 1993, 1992.